# Heinz Lanser
Heinz Lanser (* 25. März 1937 in Köln) ist ein zeitgenössischer deutscher Maler und Zeichner.

## Leben, Arbeitsbereiche und Kunst
Lanser wuchs in Dülken auf, besuchte das dortige Progymnasium, machte eine Ausbildung in der Verwaltung und war 1970–2000 Leiter des Kulturamtes der Stadt Nettetal. Seine künstlerische Ausbildung erhielt Lanser in den Ateliers Jochen Wendt und Cornelius Klingen. Lansers Arbeiten entstehen meist in einer längeren Schaffensperiode als Werkgruppen, so zum Beispiel 1984–1990 seine Bilder zur Lyrik von Paul Celan. Weitere Werkgruppen tragen die Titel „Vom Meer“ (1999–2000), „Von Zeit befreit“ (2007) oder „Himmel und Erde“ (Serie 2004–2006). Einzelne Werke befinden sich in den Sammlungen der Stadt Nettetal und des Kreises Viersen. Zu seinen Einzelwerken gehört zum Beispiel auch die Umschlaggestaltung der Ausgabe 2006 für die Jahresschrift für Literatur und Grafik Muschelhaufen.
Für seine Arbeiten verwendet Lanser hauptsächlich Acrylfarbe, Kreide und Acryllack. Die Farbe dominiert in seinen Bildern. In der Serie „Himmel und Erde“ zeigt das obere Drittel der meisten Bilder einen aus großen, mit expressiven Farbflächen kühn entworfenen Himmel. Streng davon getrennt sieht man die Erde im unteren Drittel, darin hektisch agierende Menschen. Über die Gemälde der „Köpfe“ aus der Werkgruppe „Vom Meer“ schreibt Christian Krausch, „sie vereinen expressiv gestische Malerei mit der beinahe gegenständlich anmutenden „Physiognomie“ der Gesichter […] Starre und Bewegungslosigkeit liegt diesen Arbeiten fern“. Und die Kunsthistorikerin Sigrid Blomen-Radermacher kennzeichnet seine Arbeitsweise so: „Nie wird Lanser erzählerisch, illustrierend oder figurativ-gegenständlich – seine gemalten Reaktionen sind emotionale Aussagen.“

## Ausstellungen (Auswahl)
- 1986 Schloss Neersen
- 1989 Kunstverein Heinsberg
- 1992  Museum Junge Kunst Frankfurt (Oder)
- 1992 Museum Kunst Palast (Düsseldorf)
- 1998 Städtische Galerie im Park Viersen
- 2000 Kreismuseum Heinsberg
- 2004 Kramer-Museum und Rathaus Kempen
- 2006 Orangerie Kloster Kamp